# Tritonoturris
Genre
Tritonoturris est un genre de mollusques gastéropodes marins de l'ordre des Neogastropoda et de la famille des Raphitomidae.

## Liste des espèces
Selon World Register of Marine Species (29 septembre 2019) :
- Tritonoturris amabilis (Hinds, 1843)
- Tritonoturris capensis (E. A. Smith, 1882)
- Tritonoturris cumingii (Powys, 1835)
- Tritonoturris difficilis Stahlschmidt, Poppe & Tagaro, 2018
- Tritonoturris lifouana (Hervier, 1897)
- Tritonoturris macandrewi (E. A. Smith, 1882)
- Tritonoturris menecharmes (Melvill, 1923)
- Tritonoturris obesa Kilburn, 1977
- Tritonoturris oxyclathrus (Martens, 1880)
- Tritonoturris paucicostata (Pease, 1860)
- Tritonoturris phaula Kilburn, 1977
- Tritonoturris poppei Vera-Peláez & Vega-Luz, 1999
- Tritonoturris scalaris (Hinds, 1843)
- Tritonoturris sottoae Stahlschmidt, Poppe & Tagaro, 2018
- Tritonoturris subrissoides (Hervier, 1897)

- Tritonoturris buccinoides Shuto, 1983, un synonyme de Pleurotomella buccinoides (Shuto, 1983)
- Tritonoturris concinnus B.-Q. Li & X.-Z. Li, 2007, un synonyme de Tritonoturris scalaris (Hinds, 1843)
- Tritonoturris robillardi (H. Adams, 1869), un synonyme de Tritonoturris amabilis (Hinds, 1843)

Selon BioLib (29 septembre 2019):
- Tritonoturris amabilis R. B. Hinds, 1843
- Tritonoturris buccinoides T. Shuto, 1983
- Tritonoturris capensis (E.A. Smith, 1882)
- Tritonoturris cumingii (Powys & Sowerby, 1835)
- Tritonoturris elegans W. H. Pease, 1860
- Tritonoturris macandrewi E. A. Smith, 1882
- Tritonoturris menecharmes J. C. Melvill, 1923
- Tritonoturris obesa R.N. Kilburn, 1977
- Tritonoturris oxyclathrus E.C. Von Martens, 1880
- Tritonoturris paucicostata W. H. Pease, 1860
- Tritonoturris phaula R.N. Kilburn, 1977
- Tritonoturris poppei J.L. Vera-Peláez & R. Vega-Luz, 1999
- Tritonoturris robillardi D. W. Barclay in H. Adams, 1869
- Tritonoturris scalaris (R.B. Hinds, 1843)
- Tritonoturris subrissoides Hervier, 1897